# 東部砂漠

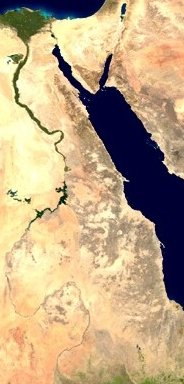
ナイル川と東部砂漠

東部砂漠（とうぶさばく、英語: Eastern Desert,アラビア語: الصحراء الشرقية）はアフリカ大陸・ナイル川東岸から紅海に至る砂漠。

## 地理
北はエジプトから南はエリトリアまで続き、エチオピアおよびスーダンにも広がっている。東部砂漠の地理的特徴は、「紅海のリヴィエラ」と呼ばれる部分を含む紅海西岸の海岸線、および海岸に並走する東部砂漠山脈に代表される。東部砂漠山脈の最高峰はシャイブ・アル・バナト（2,187 m）である。

## ギャラリー

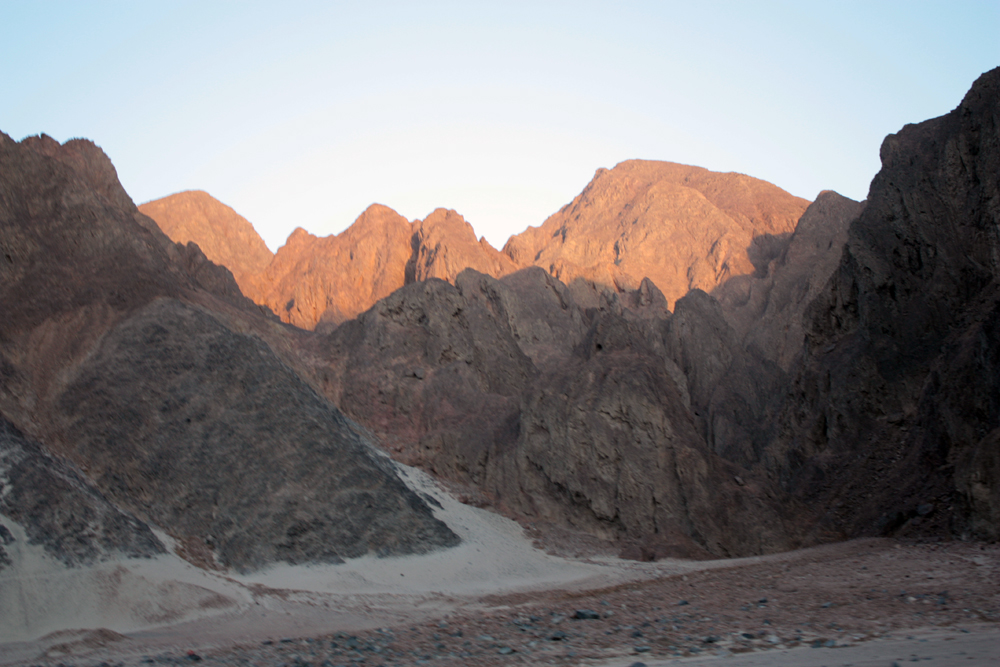
サファーガ（英語版）-ケナ間の道路から望む東部砂漠山脈
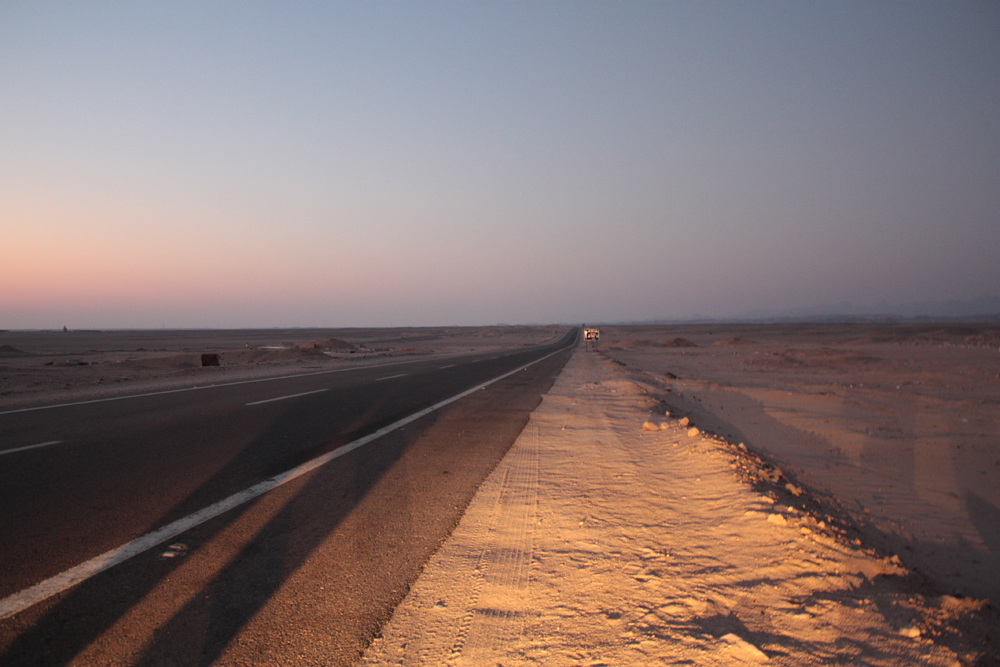
フルガダ-サファーガ間道路沿いの東部砂漠
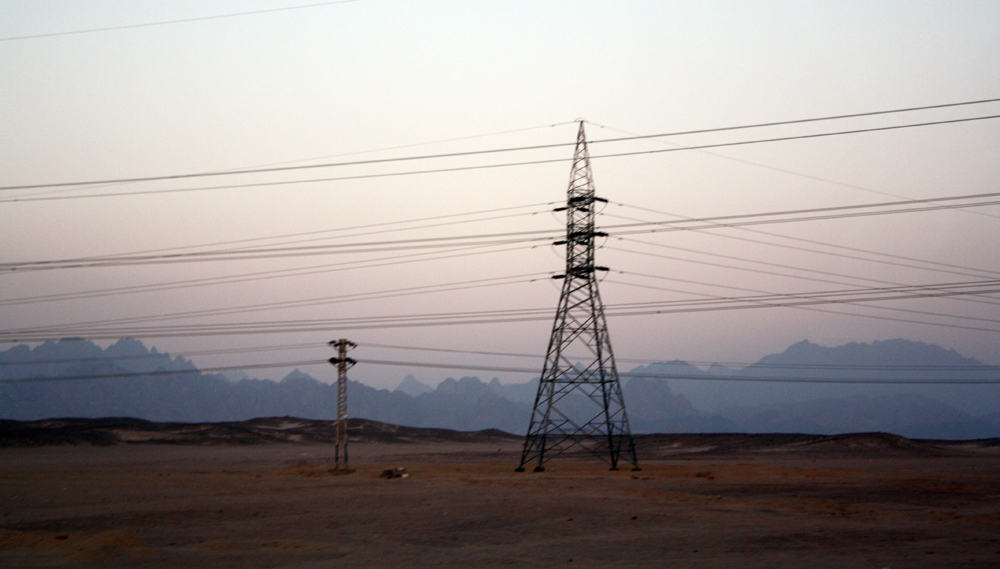
早朝の東部砂漠山脈
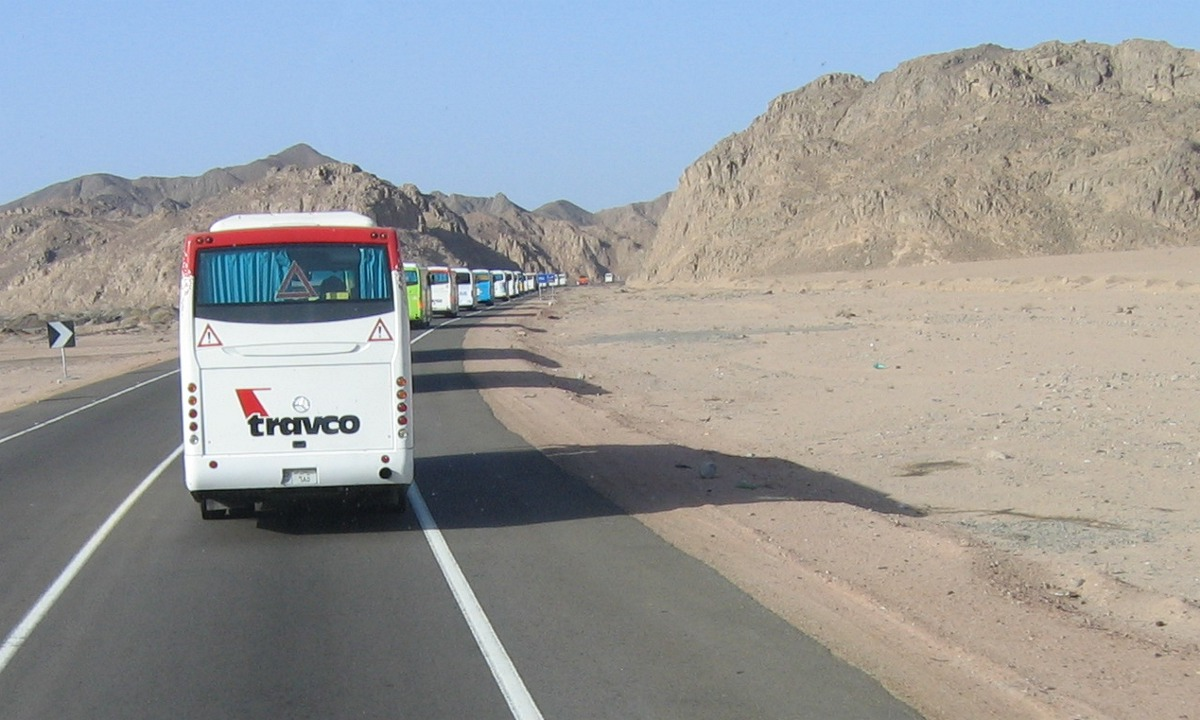
ルクソール付近の東部砂漠を走るコンボイ・バス